# Baie du Hillsborough
La baie du Hillsborough est une baie au nord de la Grande Terre, île principale des îles Kerguelen (Terres australes et antarctiques françaises), dans le sud de l'océan Indien. Délimitée par les façades sud et est de la presqu'île Joffre ainsi que par une partie des rivages de la péninsule Courbet, elle constitue l'essentiel du golfe des Baleiniers, dont l'autre composante est la baie Accessible, au nord-est. Elle abrite de nombreuses îles, la principale étant l'île du Port. C'est au fond de cette baie, sur la presqu'île Bouquet de la Grye que fut tenté, au début du XXe siècle, un élevage de moutons avec l'établissement de Port-Couvreux.
Le Hillsborough était un bateau phoquier britannique, commandé par le commandant Rhodes. Celui-ci établit une carte des Kerguelen, dite « carte de Rhodes », en 1799 et on lui doit plusieurs toponymes de l'archipel.  